# Charles Darantière
Charles Darantière, né le 14 mai 1865 à Paris et mort 1er août 1933 à Paris, est un dramaturge, critique littéraire et joueur de billard français.

## Biographie
Il fréquente le lycée Fontanes, aujourd'hui lycée Condorcet, avant de travailler comme critique littéraire pour divers journaux et magazines. Mais il écrit aussi lui-même des pièces de théâtre et des opérettes. Parmi les plus célèbres figurent « Loute » et « Jeanne qui rit », comédie en trois actes, avec Maurice Soulié.
Depuis la création de la première association européenne en 1903, la Fédération des Sociétés Françaises des Amateurs de Billard (FSFAB), il participe au championnat du monde et remporte l'argent au premier championnat du monde. En 1908, il remporte le match de défi contre Alfred Mortier.
Au début de la Première Guerre mondiale, Darantière participe à presque tous les championnats du monde et remporté six médailles ; il ne rate que les tournois aux États-Unis. Après la guerre, la scène du billard doit être reconstruite ; Darantière ne participe à nouveau à un championnat du monde qu'en 1922, qu'il remporte également, son seul titre officiel de champion du monde, après la fusion des associations FSFAB et FFB, uniquement ceux de cette dernière sont reconnus. Il dispute sa dernière Coupe du monde en 1925, à l'âge de 60 ans.
Darantière est président de la FFB de 1924 à 1928, pour lequel il rédige également le magazine associatif « Billard Sportif », puis président d'honneur de la FFB et de l'UIFAB.

## Publications
- Un homme distrait, comédie bouffe en un acte (1929)
- Gaétan s'émancipe, vaudeville en un acte (1921)
- Jaune et rouge, pièce sociale en un acte (1914)
- La Cocotte en loterie, pièce en 2 actes et 3 tableaux (1911)
- Ce vieux Marius ! vaudeville en 1 acte (1911)
- Les Gaietés du huis-clos, revue judiciaire en 1 acte (1911)
- T'as pas d'puces ! revue en deux actes, un prologue et dix tableaux (1910)
- L'Aigle américain ou "American Eagle", pièce à grand spectacle en 2 actes et 5 tableaux (1908)
- Un thé chez Rachinsky, vaudeville bouffe en 1 acte	1906
- Aphrodinette (1906)
- Je ne me gêne pas avec Ernest, vaudeville en 1 acte (1903)
- Les petits baisers, comédie-vaudeville en 1 acte (1903)
- L'Hameçon, comédie-vaudeville en 3 actes (1903)
- Le Sergent Sans Souci, fantaisie militaire en 1 acte mêlée de chant (1901)
- Nos bons touristes	(1900)
- Les Extras de Balochard, vaudeville en 1 acte (1900)
- La Turlutaine de Marjolin, vaudeville en 3 actes (1899)
- On vous la souhaite ! revue en deux actes
- Qu'on se l'dise revue en deux actes et un prologue
- On y va ? revue en deux actes couplets & rondeaux chantés dans la revue
- Te bourr'pas l'crâne, revue en deux actes et six tableaux
- Ben ! Quoi d'neuf, revue en deux actes et trois tableaux

## Sources
- (de) Cet article est partiellement ou en totalité issu de l’article de Wikipédia en allemand intitulé « Charles Darantière » (voir la liste des auteurs).